# جوستوس دوليتل
جوستوس دوليتل (بالإنجليزية: Justus Doolittle)‏ هو مبشر وكاتب أمريكي، ولد في 23 يونيو 1824 في Rutland, New York ‏ في الولايات المتحدة، وتوفي في 15 يونيو 1880 في كلينتون في الولايات المتحدة.